# Nubia Technology
Nubia Technology est un fabricant chinois de smartphones dont le siège est à Shenzhen (Guangdong). À l'origine, filiale à 100% de ZTE en 2012, elle est devenue une société indépendante en 2015 et a reçu un investissement important de Suning Holdings Group et Suning Commerce Group en 2016. ZTE a réduit sa participation dans Nubia à 49,9% en 2017, ce qui signifie officiellement que Nubia n'était plus considérée comme une filiale de la société, mais comme une société associée,.  
En février 2016, Nubia est devenue un sponsor du Jiangsu Suning FC pour un CN¥150 million. 
L'entreprise a embauché le footballeur Cristiano Ronaldo pour promouvoir le téléphone mobile de l'entreprise en mai 2016. 
En 2017, le China Daily a rapporté que Nubia construirait une usine à Nanchang, dans la province du Jiangxi. 
En avril 2018, Nubia Technology a lancé une sous-marque de smartphone gaming, nommée RedMagic.  RedMagic a récemment annoncé son nouvel appareil compatible 5G RedMagic 5G le 12 mars 2020 à Shanghai. RedMagic est connu pour être la première marque de smartphones à installer des ventilateurs de refroidissement à l'intérieur de leurs téléphones,.  
Le 13 avril 2020, Nubia Technology a dévoilé un tout nouveau logo ainsi que sa nouvelle vision de marque.  
Le 16 Mars 2021, ZTE a récemment racheté ses actions Nubia, portant sa participation à 78,33 %, contre 49,9 % précédemment. 